# Baitadi
Der Distrikt Baitadi (Nepali  बैतडी जिल्ला Baitadi Jillā) ist einer von 77 Distrikten in Nepal und gehört seit der Verfassung von 2015 zur Provinz Sudurpashchim.

## Geschichte
Baitadi kam 1791 zu Nepal. Er gehörte bis 2015 zur Verwaltungszone Mahakali.

## Geographie
Der Distrikt liegt im äußersten Westen Nepals an der indischen Grenze und reicht vom Mahakali im Westen bis zum Seti im Osten. Die linken Mahakali-Nebenflüsse Chameliya Khola und Sarnaya Khola verlaufen entlang der Nord- und Südgrenze des Distrikts. Baitadi liegt südlich des Gurans Himal.
Die Landwirtschaft, einschließlich Vieh- und Geflügelzucht, sowie die Imkerei und die Produktion in Heimarbeit sind die wichtigsten Wirtschaftszweige des Distriktes. Weizen, Reis und Mais sind die wichtigsten landwirtschaftlichen Produkte, die im Distrikt zusammen mit anderen Nutzpflanzen wie Gemüse und Zuckerrohr produziert werden. Rund 54 % der Fläche sind mit Wald bedeckt. Dieser bietet neben der Forstwirtschaft auch Potenzial für die Sammlung und Verarbeitung von Kräutern.

## Einwohner
Bei der Volkszählung 2001 hatte er 234.418 Einwohner; 2011 waren es 250.898.
Frauen leiden unter geschlechtsspezifischer Diskriminierung in Bildung, Ernährung, sozialen und kulturellen Normen. Diskriminierung von Frauen tritt auch in Form der Chhaupadi genannten Praxis auf Frauen während ihrer Menstruation in eine Hütte zu verbannen.
Kastenbedingte Diskriminierung ist im Distrikt immer noch weit verbreitet. Im Distrikt leben eine Reihe unterdrückter Gruppen w,ie die ehemaligen Haliyas (in Schuldknechtschaft lebende Sklaven).

## Verwaltungsgliederung
Städte (Munizipalitäten) im Distrikt Baitadi:
- Dasharathchand
- Patan
- Melauli
- Purchaudi

Gaunpalikas (Landgemeinden):
- Sunarya
- Sigas
- Shivanath
- Pancheshwor
- Dogdakedar
- Dilasaini

Bis zum Jahr 2017 wurde der Distrikt in die folgenden Village Development Committees (VDCs) unterteilt:
- Amchaur
- Basuling
- Bhatana
- Bijayapur
- Bilaspur
- Bumiraj
- Chaukham
- Dehimandau
- Deulek
- Dhikarim
- Dhikasintad
- Dhungad
- Dilasaini
- Durga Bhabani
- Durgasthan
- Gajari
- Giregada
- Gokuleswor
- Gurukhola
- Gwallek
- Hat
- Hatraj
- Kaipal
- Kataujpani
- Kotila
- Kotpetara
- Kulau
- Kuwakot
- Mahadevsthan
- Mahakali
- Maharudra
- Malladehi
- Mathairaj
- Maunali
- Melauli
- Nagarjun
- Nwadeu
- Nwali
- Pancheswor
- Raudidewal
- Rauleswor
- Rudreswor
- Sakar
- Salena
- Sarmali
- Shibanath
- Shikharpur
- Shivaling
- Siddhapur
- Siddheswor
- Sikash
- Sri Kedar
- Srikot
- Talladehi
- Thalakanda
- Udayadev